# تاریخ روایی–اساطیری ساسانیان
همینکه دستگاه دینی زرتشتی در دوره ساسانیان سازمان‌دهی شد، قدرت سیاسی نشان داد و وزنه سنگین خود در امور کشور را نمایان ساخت. اعدام مانی به تحریک کرتیر در دوران بهرام دوم، نشانگر وابستگی حکومت به دستگاه دینی است. تعقیب و آزار منظم زندیکان، یعنی تجدیدنظر طلب‌ها (از جمله مانویان) و به ستوه آوردن مکرر یهودیان، بوداییان و مسیحیان گواه کوشش پیوسته دستگاه دینی برای ادامه چیرگی خود بر مردم است. با وجودی که دستگاه دینی و دولت ساسانی در ضروریات آشکار با یکدیگر هم‌پیمان بودند، با اینهمه گه‌گاه کشاکشی میان آنها پدیدار می‌گشت که مایه اصلی آن قدرت و منافع آن بوده است. در منابع فارسی میانه و در گزارش‌های عربی-فارسی، موبدان پیوسته در دربار حضور دارند و همواره مسموع القول هستند اما چنین نفوذ و هماهنگی پیوسته‌ای را باید اغراق‌آمیز دانست. باید به یاد داشت که موبدان بر کلام مکتوب، شدیداً اعمال نفوذ می‌کردند و دخالت ساسانیان در خودای‌نامگ قطعاً سوگیری دینی و روحانی داشته است؛ مثلاً پادشاهانی که از روحانیت پشتیبانی می‌کردند، با الحادها و ارتدادها مبارزه می‌نمودند، یا آتشکده‌ها می‌ساختند یا آنها را گسترش می‌دادند (مانند شاپور دوم، بهرام پنجم، و خسرو انوشیروان) مورد ستایش فراوان قرار می‌گرفتند. اما پادشاهانی که در برابر قدرت فزاینده دینی به سود دربار یا مردم می‌ایستادند از آنها به بدی یاد می‌شده است. مثل نرسه (۲۹۳–۳۰۲ میلادی) که ظاهراً به کمک کرتیر که می‌کوشید تاج و تخت را تصاحب کند، چندین بار برای براندازی او توطئه کرد. وی پیگرد و آزار مانویان و مسیحیان را متوقف ساخته بود. یزدگرد یکم، که از هر جهت پادشاهی مهربان با رای و اندیشه‌ای مستقل بود، به سبب آنکه کوشید تا قدرت دستگاه دینی و اشرافیت را محدود سازد و نیز چون نسبت به اقلیت‌های دینی بردباری نشان می‌داد، «بزه‌کار» نامیده شد. بارزترین نمونه تنش میان قدرت پادشاه و دستگاه دینی در پادشاهی کواذ و هنگامی روی داد که وی به حمایت از جنبش توده‌گرای مزدکی در برابر اشراف و دستگاه دینی پرداخت و بدین ترتیب، راه را برای براندازی و تبعید خود فراهم ساخت.

## یزدگرد به روایت تاریخ شفاهی
یزدگرد بزه‌کار، پادشاهی بدگمان، ستمکار و به ویژه با اشراف‌زادگان سخت‌گیر بود و آنها نیز همگان از وی بیزاری می‌جستند. آنها به درگاه خدا می‌نالیدند که ایشان را از شر یزدگرد آسوده کند. روزی که پادشاه در گرگان به سر می‌برد، اسبی نژاده و کمیاب در برابر خرگاه شاهی پدیدار گشت. هیچ‌کس نتوانست آن را رام کند، اما اسب به آسانی رام پادشاه گردید. همین که پادشاه به نوازش آن پرداخت، اسب چنان لگدی بر دلش زد که برجای سرد شد و بدین‌سان بود که یزدگرد به پادشاهی ستمگرانه خود پایان داد. مردم گفتند که آن اسب، فرشته‌ای از جانب خدا بود.
پس از مرگ یزدگرد، بزرگان فرزندان وی را از رسیدن به پادشاهی بازداشتند و خسرو را که از نوادگان اردشیر یکم بود، بر تخت نشاندند. در آن هنگام، بهرام پسر یزدگرد در دربار منذر، شاه حیره به سر می‌برد. چون بهرام گور از مادر بزاد، پدرش از اختربینان شنید که این فرزند به یک شرط بر تخت پادشاهی خواهد نشست که «در سرزمینی بیگانه پرورش یابد». یزدگرد پسرش را به حیره فرستاد و او در آن سرزمین در هنرهای سواری، تیراندازی و شکار و فلسفه و هنرهای ادبی آموزش کامل دید. چون از اتفاق بزرگان بر خسرو آگاهی یافت، با منذر رهسپار پایتخت شد و دعوی تاج و تخت پدر کرد. بزرگان و مهتران، از سیمای زیبای بهرام، سخنوری و وعده او که راه‌های رفته پدر پرهیز خواهد کرد، تکان خوردند. اما آنچه سرانجام کار را فیصله داد، نیروی بازوی بهرام بود. وی پیشنهاد داد که تاج را میان دو شیر گرسته بنهند و هرکس که توانست آن را از میان دو شیر برباید، به پادشاهی برسد. خسرو وی را پیش انداخت و بهرام نیز پس از کشتن شیران، تاج را برداشت.